# 틸란드시아 푼키아나
틸란드시아 푼키아나는 베네수엘라 토착종이다. 잎보다는 줄기의 길이가 길어지는 종이며, 고도 300-600m의 고지대에서 서식한다. 다발을 이루기 쉽다.